# سعد صايل
سعد صايل (أبو الوليد) (1932 - 27 سبتمبر 1982) هو قائد عسكري فلسطيني ولد في قرية كفر قليل في نابلس عام 1932. التحق عام 1951 بالكلية العسكرية الأردنية، وعمل فترة طويلة في الجيش الأردني، وكان برتبة عقيد. في خضم أحداث أيلول الأسود عام 1970، انضم سعد صايل لصفوف منظمة التحرير الفلسطينية، وعمل مديرًا لهيئة العمليات المركزية لقوات الثورة الفلسطينية. كان صايل يعتبر الرجل الرابع في منظمة التحرير بعد كل من ياسر عرفات، وصلاح خلف، وخليل الوزير.
بعد انتقال قوات منظمة التحرير إلى لبنان، انتُخب عضوًا في المجلس الوطني الفلسطيني، ثم عضوًا في اللجنة المركزية لحركة فتح عام 1980. بعد اجتياح بيروت عام 1982، شارك سعد صايل في قيادة عمليات المقاومة ضد الجيش الإسرائيلي إبان حصار بيروت بالمشاركة مع قوات الحركة الوطنية اللبنانية، ولُقب بمارشال بيروت.

## اغتياله
في يوم الاثنين 27 أيلول عام 1982 أول أيام عيد الأضحى، فتح مسلحون النار على موكب أبو الوليد والذي كان يضم ثلاث مركبات، وقتل فوراً السائق في المركبة الأولى، وأصيب أبو الوليد الذي كان في السيارة الثانية بالفخذ الأيمن وتعرض لقطع في الشريان الفخذي.
توفي أبو الوليد في تمام الساعة الحادية عشرة مساء في مستشفى المواساة بدمشق، بعد أن توقف قلبه إثر النزيف الشديد الذي تعرض له، ودفن في مقبرة الشهداء بمخيم اليرموك في دمشق.